# Minuartia acutiflora
Minuartia acutiflora är en nejlikväxtart som beskrevs av Johannes Mattfeld. 
Minuartia acutiflora ingår i släktet nörlar och familjen nejlikväxter. Inga underarter finns listade i Catalogue of Life.